# RK Mladost Zagreb
Rukometni klub Mladost je rukometni klub iz Zagreba. 

## Povijest
Klub se natjecao u prvenstvu Jugoslavije u kojem je nekoliko godina bio prvoligaš. 

## Poznati igrači
- Lujo Györy
- Ante Kostelić

## Uspjesi
- prvenstva jugoslavije:
- 1957.: 2.
1957./58.: 4.
1958./59.: 4.
1959./60.: 9. (predzadnji, ispali)
1961./62.: 10. (predzadnji, ispali)

- kupovi Jugoslavije
- 1956.: osvajači

- prvenstva Hrvatske:[1]
- 1956.: prvaci
- 1961.: prvaci

## Vanjske poveznice
- Zagrebinfo  Arhivirana inačica izvorne stranice od 23. kolovoza 2010. (Wayback Machine) RK Mladost
- RK Mladost  Arhivirana inačica izvorne stranice od 22. prosinca 2011. (Wayback Machine) (stranice neaktivne)